# Primevère de Chine
Primula sinensis
Espèce
Classification phylogénétique
La Primevère de Chine (Primula sinensis, chinois : 藏报春 ; pinyin : zàngbàochūn) est une espèce de plantes à fleurs de la famille des Primulacées originaire de l'est de la Chine.
C'est une plante herbacée vivace.
La primuline, le 3-galactoside de la malvidine, est une anthocyane présente dans la primevère de Chine.